# سنگ برواره

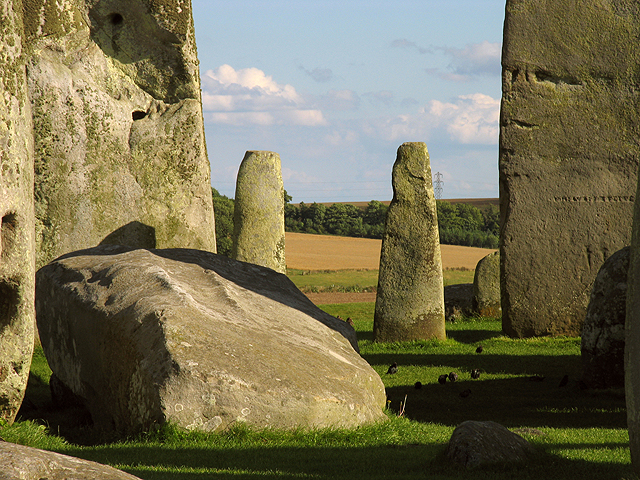
سنگ برواره

سنگ برواره (انگلیسی: Altar Stone) خرسنگ میانی در سازهٔ پیشاتاریخی استون‌هنج در انگلستان است که در مرحله «استون‌هنج سه» در حدود سال ۲۶۰۰ پ.م. جایگذاری شده. جنس آن ماسه‌سنگی بنفش و سبز است و در کاوش‌های دههٔ ۱۹۵۰ کشف شده‌است.